# Panzerbüchse 39
A Panzerbüchse 39 (rövidítve Pz.B. 39 vagy PzB 39, magyarul páncéltörő puska 39) egy német gyártmányú páncéltörő puska volt, melyet a második világháború alatt használtak. A fegyver a sikertelen Panzerbüchse 38 páncéltörő puska továbbfejlesztése volt.

## Fejlesztés

### PzB 38

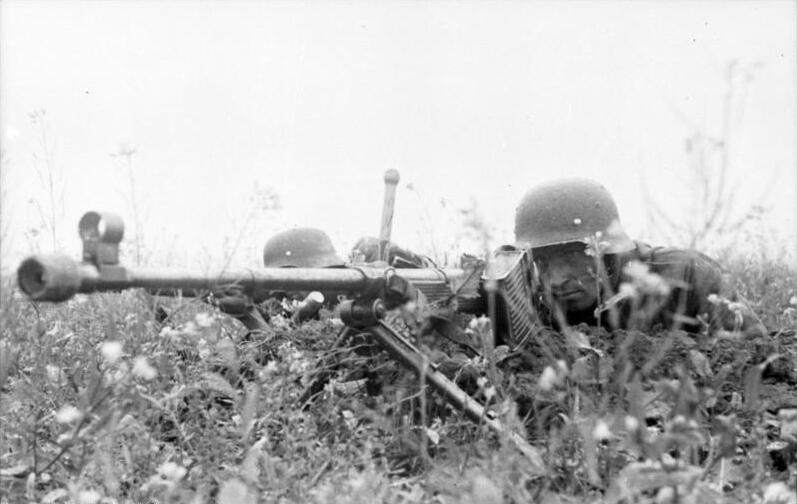
Beásott katonák Panzerbüchse 39 puskával a keleti fronton.

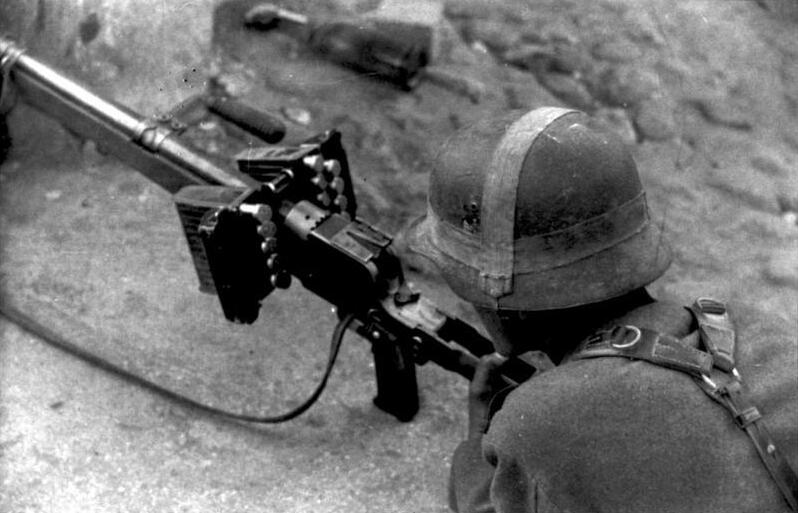
Német katona 1941-ben a keleti fronton. Jól megfigyelhető a fegyver két oldalára helyezett lőszertartó.

A német páncéltörő puskák fejlesztése egészen az 1917-es évig visszavezethető, amikor kifejlesztették a Mauser-Tankgewehr M1918 puskát, a világ első páncéltörő puskáját. A fegyvert a nyugati fronton megjelenő brit harckocsik keltették életre. Ez az egylövetű puska viszonylagosan sikeresnek mondható, melyből nagyjából 15 800 darabot gyártottak.
A fejlesztés az 1930-as évek végén folytatódott. A cél egy egy ember által szállítható páncéltörő puska létrehozása volt, melyet B. Brauer, a Gustloff Werke mérnöke valósított meg. Az új fegyver jelölése a Panzerbüchse 38 (PzB 38) lett. A fegyver egylövetű volt, minden lövedéket kézzel kellett betölteni, csöve a lövések után hátrasiklott. Lövés után a puskacső nagyjából 9 cm-t siklott hátra, ezzel kinyitva a závárzatot és kilökve az üres töltényhüvelyt. A zártömb ezután hátsó helyzetében megakadt, így a lövész betölthette az új lövedéket. Ezt követően a lövész felengedte a felhúzott závárzatot a pisztolymarkolaton lévő kar segítségével. A zár és a puskacső ismét előremozdult, ezzel tűzkésszé téve a fegyvert. Ez az igen komplikált mechanizmus hajlamos volt beragadni a harctéren a rendszerbe kerülő portól és egyéb szennyeződésektől.
A fegyvert préselt acélalkatrészekből készítették és ponthegesztéssel állították össze, de a komplikált függőlegesen mozgó zártömb mechanizmusa miatt gyártása problémás volt, ezért mindössze 1408 darab PzB 38 készült a Gustloff Werke üzemében 1939 és 1940 között; ezek közül 62 darabot használtak a német katonák az 1939-es lengyelországi hadjárat során.
Hosszúsága 1615 mm (1295 mm szállítás közben), súlya 15,9 kg volt. A fegyverhez speciálisan tervezett lőszert használtak, a 7,92×94 mm-est. Akkoriban a legkedveltebb német lőszer a 7,92×57 mm-es volt.

### PzB 39
A következő fejlesztés, amire a gyártósorok azonnal ráálltak, a Panzerbüchse 39 volt, amely a PzB 38 továbbfejlesztett változata volt. A függőlegesen mozgó zártömb mechanizmusát és a lőszer típusát megtartották. A puskacső szintén változatlan maradt, a fegyver hossza is alig különbözött, 1620 mm volt, súlya viszont 12,6 kg-ra csökkent. Teljesítménye majdnem teljesen megegyezett a PzB 38-éval. A gyakorlati tűzgyorsaság megnövelése érdekében két tölténytartót helyeztek a závárzat két oldalára, melyek egyenként tíz darab lövedék tárolására szolgáltak. Ezek nem a fegyver automatikus töltését szolgálták, mindössze a lövészt segítették a gyorsabb újratöltés érdekében. A lengyelországi hadjárat során 568 darab PzB 39-est vetettek be a német katonák; két évvel később, a Szovjetunió elleni háború kitörésekor már 25 298 darab állt a katonák rendelkezésére; 1940 márciusa és 1941 novembere között a gyártás leállításáig a teljes legyártott mennyiség 39 232 darab puska volt. A PzB 39 egészen 1944-ig hadrendben maradt, habár abban az időben már csak a legkönnyebben páncélozott járművek ellen tudták sikerrel használni.

## Változatok

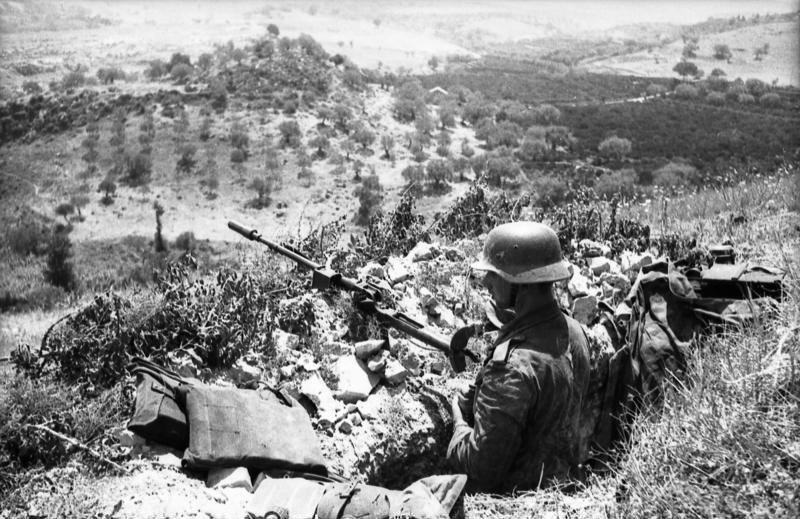
A Granatbüchse 39 gránátvető. A rövid puskacső és a csőszájra erősített gránátvető különbözteti meg az eredeti PzB 39 puskától.

1942-től a megmaradt PzB 39 puskákat újraépítették rövidebb puskacsővel (590 mm), és ellátták az úgynevezett Schiessbecher („tüzelő pohár”) gránátvetővel, melyet a puskacső végére erősítettek. Ugyanezt a toldalékot használták a lövészek alapfegyverénél, a Kar 98k puskánál, és a lőszer is csereszabatos volt. Három típusú gránátot használtak a fegyverhez: élőerő elleni repeszgránátot, könnyű páncéltörő gránátot és egy nagy átmérőjű páncéltörő gránátot. A gránátokat egy speciális fából készült tölténnyel lőtték ki. A puskát ellátták egy speciális irányzékkal is, mellyel maximum 150 méterig lehetett célozni. A fegyverről a fából készült előágyat eltávolították. Ezeket az átalakított puskákat a Granatbüchse Modell 39 (GrB 39) jelöléssel látták el, és a háború végéig hadrendben maradtak.

## Fordítás
- Ez a szócikk részben vagy egészben  a   Panzerbüchse 39 című angol Wikipédia-szócikk ezen változatának fordításán alapul.  Az eredeti cikk szerkesztőit annak laptörténete sorolja fel. Ez a jelzés csupán a megfogalmazás eredetét és a szerzői jogokat jelzi, nem szolgál a cikkben szereplő információk forrásmegjelöléseként.